# Skærup Sogn
Skærup Sogn ist eine Kirchspielsgemeinde (dän.: Sogn) im südlichen Dänemark. Bis 1970 gehörte sie zur Harde Holmans Herred im damaligen Vejle Amt, danach zur Børkop Kommune im erweiterten Vejle Amt, die im Zuge der  Kommunalreform zum 1. Januar 2007 in der „neuen“  Vejle Kommune in der Region Syddanmark aufgegangen ist.
Im Kirchspiel leben 963 Einwohner, davon 655 im Kirchdorf (Stand:1. Januar 2023). Im Kirchspiel liegt die Kirche „Skærup Kirke“.
Nachbargemeinden sind im Norden Vinding Sogn, im Osten Gauerslund Sogn, im Süden Smidstrup Sogn, im Westen Højen Sogn und im Nordwesten Sankt Nikolaj Sogn.